# Les Aventures de Bouratino
Pour plus de détails, voir Fiche technique et Distribution.
Les Aventures de Bouratino (en russe : Приключения Буратино) est un téléfilm musical pour enfants soviétique en deux parties, réalisé par Leonid Netchaïev en 1975,. Considéré comme un film culte en URSS. C'est une adaptation du conte d'Alexis Nikolaïevitch Tolstoï La Petite Clé d'or ou Les Aventures de Bouratino (1936). Le film est produit par Belarusfilm.  

## Synopsis
Le conte d'Alexis Tolstoï est l'adaptation russe du conte Les aventures de Pinocchio de Carlo Collodi.

## Fiche technique
- Production : Belarusfilm
- Réalisation : Leonid Netchaïev
- Deuxième réalisateur :  Vladimir Ponotchevni
- Scénario : Inna Vetkina (ru)
- Photographie : Youri Yelkhov (ru)
- Compositeur : Alexeï Rybnikov
- Texte des chansons : Boulat Okoudjava, Iouri Entine (ru)
- Musique : Orchestre symphonique d'État de l'URSS pour l'art cinématographique
- Chef d'orchestre : George Garanian (en)
- Son : Pavel Drozdov
- Décors : Léonide Zabavski
- Montage : Vera Koliadenko
- Genre : Film musical
- Langue : russe
- Durée : 132 min.
- Pays : Biélorussie/URSS
- Sortie : 1975

## Distribution
- Dmitri Iousifov : Bouratino
- Nikolaï Grinko : Carlo
- Youri Katine-Iartsev : Giuseppe
- Tatiana Protsenko : Malvine, la fillette aux cheveux bleus
- Rolan Bykov :  Basilio, le chat
- Rina Zelyonaya : Tortilla, la tortue
- Vladimir Basov : Douremarre
- Vladimir Etouch : Carabasse-Barabasse
- Elena Sanayeva : Alice, la renarde
- Tomas Augustinas : Artamon
- Roman Stolkarts : Piéro
- Grigori Svetloroussov : Arlequin
- Garri Bardine : voix